# Two Fanfares for Orchestra
Two Fanfares for Orchestra est une œuvre musicale de John Adams composée en 1986 pour deux trompettes et orchestre.

## Historique
Les deux pièces écrites à la même période mais de manière autonome ont été jumelées par la suite par le compositeur. Tromba Lontana a été commissionnée par Tobias Picker et le Houston Symphony Orchestra à l'occasion des célébrations du cent-cinquantenaire des célébrations de l'indépendance de la république du Texas du Mexique en 1835. Short Ride in a Fast Machine est composée pour l'ouverture du Festival Great Woods de Mansfield.

## Structure
1. Tromba Lontana - 4 min 13 s
2. Short Ride in a Fast Machine - 4 min 15 s

L'exécution de cette pièce dure environ 8 minutes 30.

## Analyse
Tromba Lontana forme, avec Short Ride in a Fast Machine, un diptyque de « fanfares pour orchestre ». Sous l'influence de la musique classique américaine, dont les pôles d’influence oscillent entre Charles Ives (1874-1954) et Aaron Copland (1900-1990), ces deux « fanfares » commémorent des événements liés à la constitution des États-Unis. Comme chez Ives – en particulier dans The Unanswered Question (1906) qui formait également un diptyque « contemplatif » avec Central Park in the Dark (1906) –, il s’agit là d’une musique à la fois douce, inquiète et mystérieuse qui hante longtemps l’esprit de l’auditeur. Sur un rythme lent, qui tournoie sur lui-même à la manière d’un mouvement perpétuel, plusieurs appels de trompettes se succèdent, sans développement mélodique. Les deux instruments solistes sont placés en opposition gauche/droite, aux extrémités de la scène[réf. nécessaire]

## Enregistrements
- Two Fanfares for Orchestra, par le San Francisco Symphony Orchestra dirigé par Edo de Waart.